# Firehose of Falsehood
Firehose of Falsehood (Feuerwehrschlauch der Lügen) ist eine Propagandatechnik, in der eine große Anzahl von Nachrichten ohne Rücksicht auf Wahrheitsgehalt und Widerspruchsfreiheit rasant, wiederholt und durchgehend über mehrere Kanäle (wie Nachrichten und Social Media) verbreitet wird. Als Auswuchs sowjetischer Propaganda ist der „Feuerwehrschlauch“ eine moderne Variante russischer Propaganda unter Wladimir Putin.
Die russische Regierung hat diese Propagandamethode bereits in zahlreichen Konflikten eingesetzt, unter anderem bei der Offensive gegen Georgien, der Annexion der Krim, dem Konflikt in der Ostukraine 2014 und der Invasion der Ukraine 2022 sowie in deren Vorbereitung. Darüber hinaus wurde die Methode gezielt in der Beeinflussung der letzten US-Präsidentschaftswahlen eingesetzt, in der Donald Trump von russischer Propaganda unterstütztes, kontinuierliches Lügen als Teil seiner Kommunikationsstrategie verwendete.
Die Propagandatechnik ist schwierig zu bekämpfen. Als mögliche Gegenmaßnahmen werden das Zuvorkommen mit korrekten Informationen, die strategische Reduktion oder Entfernung von Falschinformation sowie das Lehren von digitaler Kompetenz angeführt.

## Besonderheiten
Der Begriff „Firehose of Falsehood“ wurde durch die RAND Corporation 2016 geprägt. Er wird als russische Propagandamethode definiert, welche sich durch eine hohe Anzahl von Nachrichten und Realitätsverachtung hervorhebt. Die Technik unterscheidet sich teilweise von ihrem sowjetischen Vorgänger im Kalten Krieg durch die viel größere Anzahl von Nachrichten und Kanälen. Dies wurde durch die Verbreitung des Internets sowie durch Änderungen im Nachrichtenkonsum der Bevölkerung ermöglicht.
Das Journal Frontiers in Political Science beschreibt diese Methode folgendermaßen: Wenn die politische Führung die Firehose of Falsehoods (sic) einsetzt, ziehen sich die Bürger in Zynismus und den Glauben, dass die Wahrheit grundsätzlich nicht zu erkennen ist, zurück. Wenn die Wahrheit nicht zu erkennen ist, wird eine sachliche Diskussion sinnlos, da es keine allgemein anerkannten Fakten mehr gibt... Wenn sachlicher, demokratischer Diskurs nicht mehr möglich ist, da es an vereinbarten Fakten mangelt, bleibt nur noch die rohe Ausübung politischer Macht.
Die Verwendung der Firehose wurde als gilt als „übereinstimmend mit politischer Psychologieforschung, die zeigt, dass epistemische und existenzielle Unsicherheit die Annahme konservativer und autoritärer Überzeugungen fördert.“
Das unmittelbare Ziel der Firehose of Falsehood ist, das Publikum zu unterhalten, zu verwirren und zu überwältigen, um Desinteresse oder Widerstand am Faktencheck und an sorgfältiger Reportage zu erwecken. So kann die Propaganda schneller als bessere Quellen die Öffentlichkeit erreichen.  Der Erfolg dieser Methode schmäht dabei der allgemeinen Annahme, dass wahrheitsgetreue, zuverlässige und widerspruchsfreie Kommunikation am überzeugendsten sei. Laut RAND sind die Hauptmerkmale der Technik die folgenden:
1. Hohes Volumen und mehrere Kanäle
2. Rasant, wiederholt und durchgehend
3. Keine Bindung an objektive Realität
4. Keine Bindung an Widerspruchsfreiheit[4]

Das hohe Volumen an Nachrichten, die Verwendung mehrerer Kanäle sowie von Bots und gefälschten Accounts ist effizient, da Menschen eine Geschichte eher glauben, wenn sie von mehreren Quellen berichtet wird. Zum Beispiel verwendet Russland zusätzlich zum offensichtlich russischen Sender RT dutzende Proxy-Websites, deren Verbindung zu RT verschleiert oder heruntergespielt werden. Menschen tendieren auch eher dazu, eine Story zu glauben, wenn sie den Eindruck haben, dass viele weitere Personen dies auch tun – vor allem dann, wenn diese Personen Teil einer Gruppe sind, mit der man sich selbst identifiziert. Wenige Akteure können in einer Person so den Eindruck erwecken, dass deren soziales Umfeld überwiegend eine bestimmte Meinung teilt, ohne dass dies der Fall ist.

## Beispiele
Die russische Regierung hat die Firehose of Falsehood mindestens seit ihrer Offensive gegen Georgien 2008 eingesetzt. Sie wurde darüber hinaus in ihrem Krieg mit der Ukraine, der Annexion der Krim sowie in der Vorbereitung der Ukraine-Invasion verwendet. Es gab auch russische Kampagnen, welche das „nahe Ausland“ der postsowjetischen Staaten sowie das Baltikum zum Ziel hatten. Die Technik wurde auch in russischen Desinformationskampagnen in Westeuropa und den Vereinigten Staaten eingesetzt, unter anderem als Teil der Beeinflussung der US-Präsidentschaftswahlen 2016. Laut William J. Broad von der New York Times begann das Propagandanetzwerk RT America eine Firehose of Falsehood-Kampagne um die amerikanische Bevölkerung davon zu überzeugen, dass die 5G-Technologie gesundheitsbedrohlich sei – obwohl Putin zur gleichen Zeit die Einführung von 5G-Netzen im eigenen Land befahl.
Laut dem Autor und ehemaligen Geheimdienstoffizier John Loftus hat der Iran ähnliche Methoden zur Anstiftung von Hass auf Saudi-Arabien, die USA und Israel verwendet. Er behauptet, dass gewisse Fake-News-Stories, die Russland zugewiesen wurden, tatsächlich ursprünglich vom Iran im Umlauf gebracht wurden. Während dem indonesischen Wahlkampf 2019 beschuldigte der Amtsinhaber Joko Widodo das Wahlkampfteam von Prabowo Subianto der Verbreitung hasserfüllter Propaganda mithilfe ausländischer Berater und „Russischer Propaganda“, und zitierte dabei das „Firehood of Falsehood“-Modell.
Monika Bauerlein warnte ihre Leser im Mother Jones Magazin, dass die Firehose-Technik mehr und mehr von US-Politikern gegen die Presse eingesetzt wird. Es sei eine Steigerung mehrerer mit der Firehose verwandter Taktiken zu erwarten: die Drohung zu verklagen, die „fake News“-Verleugnung und die Ad hominen-Attacke.
Mehrere Publikationen haben die Kommunikationsstrategie von Donald Trump als Firehose of Falsehood beschrieben. Seine Verwendung der Firehose-Technik während der CNN-Debatte am 27. Juni 2024 wurde durch Analysten wie Heather Cox Richardson hervorgehoben. Sie bezeichnete Trump’s Vorgehen als „Gish Galopping“. Dan Froomkin und zahlreiche weitere Analysten vertraten eine ähnliche Einschätzung. Die Technik wurde auch von Aktivisten wie der Impfgegner-Bewegung verwendet, um bereits widerlegte Theorien über die angeblichen Gefahren von Impfungen zu verbreiten. Laut der Cybersecurity-Firma Recorded Future wurde die Technik von der chinesischen Regierung eingesetzt, die Glaubwürdigkeit der BBC zu untergraben, nachdem die BBC über die Verfolgung der Uighuren in China berichtete.

## Gegenmaßnahmen
Konventionelle Gegenpropaganda ist bei dieser Technik ineffizient. Forscher von RAND beschrieben dies folgendermaßen: „Man kann nicht erwarten, den Feuerwehrschlauch der Lüge mit der Spritzpistole der Wahrheit zu bekämpfen.“ Sie schlagen folgende Gegenmaßnahmen vor:
- Gegeninformation zu wiederholen
- Alternative Erklärungen zu finden, um die Lücken zu füllen, sollten die falschen „Fakten“ entfernt worden sein
- Die Menschen vor Propaganda warnen und die Methoden von Propagandisten zur Manipulation der öffentlichen Meinung hervorheben
- Den Effekt der Propaganda anstatt die Propaganda selbst zu bekämpfen
- Den Fluss der Propaganda mithilfe von Internetanbietern und Anbietern sozialer Medien abzudrehen, sowie die Durchführung elektronischer Kriegsführung und Cyberoperationen.[4]

Forscher am German Marshall Fund raten unter anderem dazu, die falschen Behauptungen nicht zu wiederholen oder zu verstärken. Die Wiederholung einer falschen Story, sogar nur um sie zu widerlegen, steigert deren Glaubhaftigkeit. Sicherheitsexperte Bruce Schneier empfiehlt das Lehren von digitaler Kompetenz als Teil eines 8-stufigen Angrifssplans im Zuge von Informationsoperationen. Die Konsistenz der Informationen wird ebenfalls als wichtig hervorgehoben. Info-Operationen wie die Firehose werden dabei in amerikanischer Militärlitaratur als Teil des Arsenals angeführt, mit der ein Feind angegriffen und ein gewünschtes Resultat erzielt werden kann: „Die Informationsumgebung ist ein inhärenter Teil des Schlachtfelds von heute.“.
Ein weiterer Weg, um Desinformationen zu bekämpfen ist, so rasch wie möglich zu antworten, während sich die Ereignisse noch abspielen. Ein Beispiel hierfür geschah im Februar 2018, als syrische Regierungstruppen begannen, Positionen der SDF in der Nähe von Khasham zu bombardieren. Die amerikanischen Koalitionstruppen veröffentlichten unmittelbar ein Statement zur unprovozierten Attacke, wodurch sie einem Spin durch russischen Publikationen zuvorkam.
Als Teil der russischen Involvierung im syrischen Bürgerkrieg haben russische Staatsmedien einige Meldungen im November 2017 veröffentlicht, dass die Koalitionsstreitkräfte absichtlich IS-Kämpfer aus Abu Kamal hätten entkommen lassen. Die Newsstories enthielten ein angebliches „Satellitenbild“, welches sich später als Screenshot eines Videospiels herausstellte.